# テレホーダイ
テレホーダイは、1995年（平成7年）8月22日から2023年（令和5年）12月31日まで提供されていたNTT東日本・西日本の電話サービスのオプション（選択サービス）の商品名である。深夜早朝の時間帯（23時から翌日8時まで）に限り、予め指定した2つまでの電話番号に対し、通話時間に関わらず料金が月極の一定料金となる。「テレホ」とも略称される。
従来、接続時間による従量課金のみであった電話料金に、限定的ながらも初めて定額制を導入したサービスであった。
類似した商品名・オプションのサービスとして、同じくNTTグループであるNTTドコモのパケ・ホーダイがある。

## 経緯
サービス開始当初は、パソコン通信のアクセスポイント番号が指定されることが多かった。後にはインターネットサービスプロバイダのダイヤルアップ接続が普及するにつれて、プロバイダのアクセスポイント番号へと変化していった。
パソコン通信は、モデムによる通話時間課金が前提の環境で発展したため、利用者としては少しでも接続時間を短くすることが必要であり、その需要に合わせた自動化ツールが非常に発達していた。しかし、テレホーダイの導入により、そのようなツールの存在意義は（少なくとも、電話料金を抑えるという意味では）大きく減退した。また、利用者の夜更かし傾向を促進した。
インターネットの時代になると、その中心的なサービスであるWWWがインタラクティブなアプリケーションで自動化に不向きであることもあり、テレホーダイの利用は事実上必須となった。そのため、23時になると全国で一斉にアクセスポイントへのダイヤルアップ接続が集中し、インターネット全体のトラフィック（情報量）が急激に多くなったり、アクセスポイント番号に接続しにくい（話し中）状態が多く発生した。このことは俗に「テレホタイム」「テレホーダイ現象」などと呼ばれることもあった。そこから転じて、「テレホタイム」という言葉がインターネットやオンラインゲームの時間帯を示すこともあった。
該当時間に繋がりにくくなることを嫌った利用者の中には、開始数分前から通常の電話料金を敢えて支払って接続状態を確保する者も居た（「フライングアタック」）｡
このように一時は非常に盛んに利用されたサービスであるが、2001年頃から、フレッツISDNやADSLなどの常時接続（完全定額）手段を利用可能な地域が拡大するにつれ、テレホーダイを解約し、ADSLへ変更していった。更に、2003年頃からは、ダイヤルアップ利用者の減少傾向に伴う合理化の一環として、アクセスポイントの電話番号をナビダイヤルを利用した全国一律の特殊な番号に変更する動きが加速し、そのような番号はテレホーダイの対象とならないため、通信費低減策としてテレホーダイを選択する利用者はいなくなった。
それに加え携帯電話でも、テレホーダイとは違い相手の位置に関わらず、特定の時間と相手に限り通話料が無料になるサービスの登場により（中には発信者と同じ携帯電話業者の利用者へ通話する場合は、通話料金が無制限に無料となるものや、国内通話であれば発信者とは、別の携帯電話業者であっても一定回数が無料となる音声通話定額制まで存在する）、純粋に「通話をする」という名目でのテレホーダイの利用者も激減した。
それでも、光回線やADSLが使えないため、テレホーダイを使い続ける者もいた。このようなことから、テレホーダイの適用時間帯に活動するユーザーは「テレホマン」と呼ばれており、2ちゃんねるにおいてアスキーアート化された。
2024年（令和6年）1月から固定電話網がIP網に切り替わるのに伴い、本サービスの新規受け付けを2023年9月30日で、本サービスの提供を同年12月31日でそれぞれ終了する事がNTT東日本・西日本から発表された。

## サービス一覧
サービスの時間帯は、全て23時から翌朝8時までの9時間。
| 名称                                  | 対象回線 | 対象区間                                | 月額料金（消費税抜き） | 開始日         |
| ------------------------------------- | -------- | --------------------------------------- | ---------------------- | -------------- |
| テレホーダイ1800（市内プラン）        | 一般回線 | 単位料金区域内                          | 1,800円                | 1995年8月22日  |
| テレホーダイ3600（隣接プラン）        | 一般回線 | 単位料金区域内 「隣接・20kmまで」の区域 | 3,600円                | 1995年10月19日 |
| INSテレホーダイホーム（市内プラン）   | ISDN回線 | 単位料金区域内                          | 2,400円                | 1996年2月9日   |
| INSテレホーダイホーム（隣接プラン）   | ISDN回線 | 単位料金区域内 「隣接・20kmまで」の区域 | 4,800円                | 1996年2月9日   |
| INSテレホーダイビジネス（市内プラン） | ISDN回線 | 単位料金区域内                          | 4,600円                | 1996年9月19日  |
| INSテレホーダイビジネス（隣接プラン） | ISDN回線 | 単位料金区域内 「隣接・20kmまで」の区域 | 9,200円                | 1996年9月19日  |

なお、月額料金の日割り計算は行われず、月の途中で新規に申し込んだり指定の相手を変更した場合、翌月の請求分から適用される。